# メイショウマンボ
メイショウマンボ(英語: Meisho Mambo)は、日本の競走馬である。主な勝ち鞍は優駿牝馬（オークス）、秋華賞、エリザベス女王杯、フィリーズレビュー（2013年）。馬名の意味は冠名+父名の一部。

## 経歴

### 2012年
11月25日、京都の2歳新馬芝1400mでデビュー勝ち。これが最初で最後の1番人気に推されたレースだった。続くGI・阪神ジュベナイルフィリーズは抽選を突破して参戦したが直線伸びず10着に敗れた。

### 2013年
前2戦で騎乗した飯田祐史が調教師試験に合格し2月末での引退が決定した事から、主戦騎手が武幸四郎に変更となる。
2013年緒戦はオープン特別の紅梅ステークスに出走し2着。続く500万下のこぶし賞は直線一気でゴール前交わして勝利した。
フィリーズレビューは武幸四郎が騎乗停止となり、乗り替わりで川田将雅が騎乗。3番人気に支持され、レースでは後方から末脚を伸ばし重賞初勝利を飾った。スズカマンボ産駒にとってはこれがJRA重賞初制覇となった。
武幸四郎に鞍上が戻った桜花賞では見せ場なく10着と惨敗に終わった。5月19日に行われた優駿牝馬は、クラシック登録時に桜花賞しか登録していなかったため追加登録料を払い出走。前走の惨敗を受け人気薄になったものの、幸四郎の兄である武豊騎乗のクロフネサプライズの逃げを直線で捉え、追走した2着エバーブロッサムに1と1/4馬身差をつけGI初勝利を飾った。鞍上の武幸四郎にとっては2006年の菊花賞（ソングオブウインド）以来7年ぶりのGI制覇、管理する飯田明弘はこれがGI初制覇となった。夏場は休養に充てて迎えたローズステークスは一度先頭に立つもデニムアンドルビーの4着に敗れる。10月13日に行われた秋華賞では前走の敗戦を受け3番人気になったが、道中では中団に位置し直線に入るとセキショウを捉え、追い込んできた2着スマートレイアーに1と1/4馬身差をつけ2冠牝馬に輝いた。なお2着のスマートレイアーの鞍上は武豊であり、兄弟GIワンツーフィニッシュを飾った。古馬牝馬と初対戦となったエリザベス女王杯は前走同様に中団から最後の直線中程で抜け出すとそのまま後続を引き離して優勝。牝馬統一女王に輝いた。
この年はGI3勝の成績が評価され、JRA賞最優秀3歳牝馬に選出された。

### 2014年～2017年
2014年2月28日を以って飯田明弘調教師が引退となったため、デビューから2戦、手綱を取った息子の飯田祐史厩舎へ転厩した。
陣営は、大阪杯から天皇賞・春に挑戦するプランを発表した。そして迎えた大阪杯ではエピファネイア、キズナに次ぐ3番人気に支持された。レースでは道中中団で待機したが、4コーナーで早くも手ごたえが怪しくなり、8頭立ての7着と大敗した。この大敗を受けて春の天皇賞への挑戦は白紙となり、ヴィクトリアマイルを目指すこととなった。そのヴィクトリアマイルでは、最内を突いて伸びたが逃げたヴィルシーナにあと1歩届かず2着と惜敗した。2014年は以後4戦していずれも2ケタ着順（10着以下）の惨敗を喫する。
5歳から7歳まで（2015年-2017年まで）で計15回、走ったが2015年のスパーキングレディーカップで6着になった以外は全て2ケタ着順の惨敗であった。障害練習を取り入れたが結果は伴わず、2017年の中山牝馬ステークスでは14着になった後、管理する飯田祐史調教師が4月8日の阪神牝馬ステークスを最後に現役を引退することを発表した。
迎えた阪神牝馬ステークスでは、後方3、4番手を追走するも14着。有終の美とはならなかったものの無事にラストランを終え、現役を引退し生まれ故郷の高昭牧場で繁殖入りする。

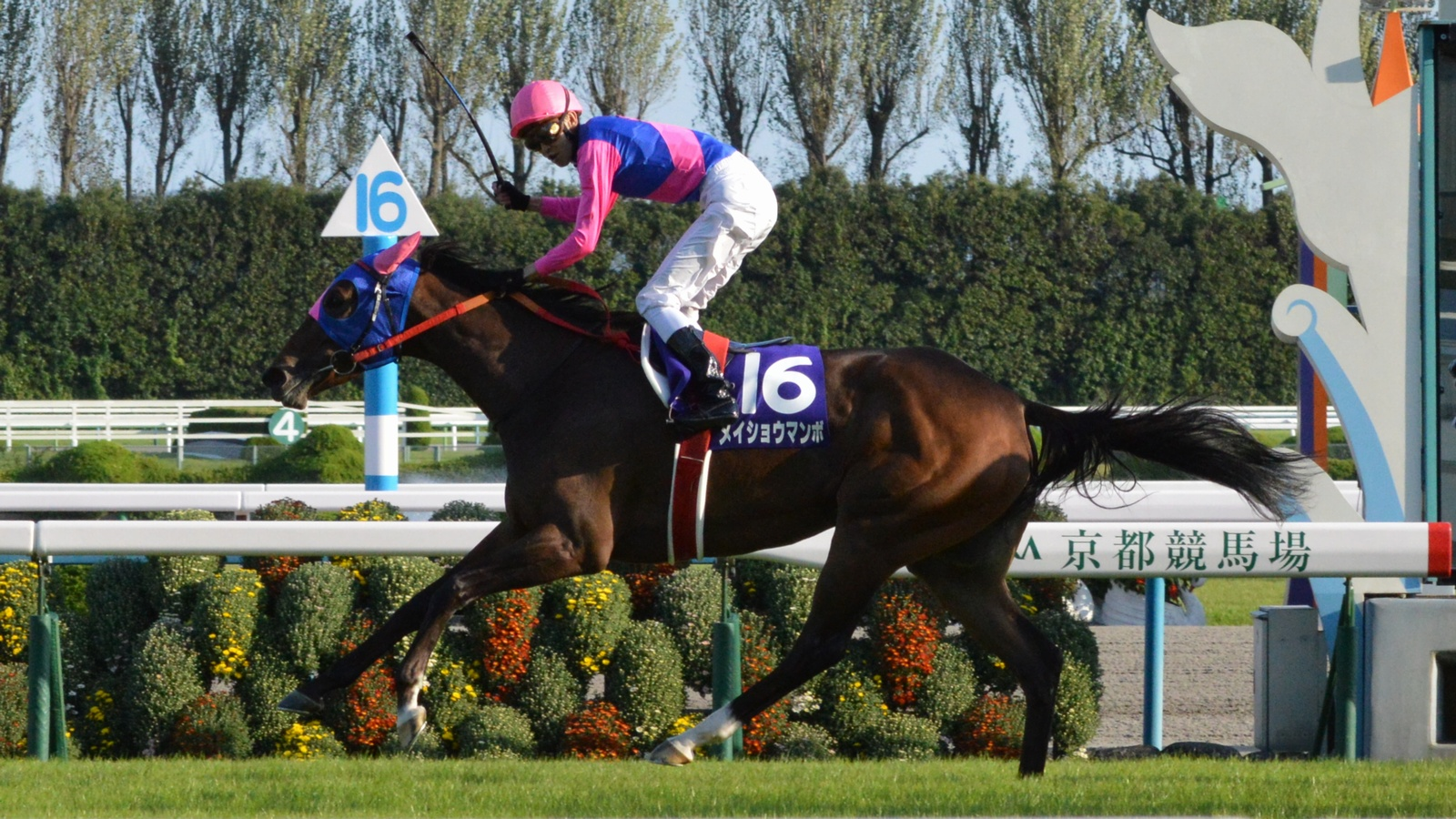
秋華賞
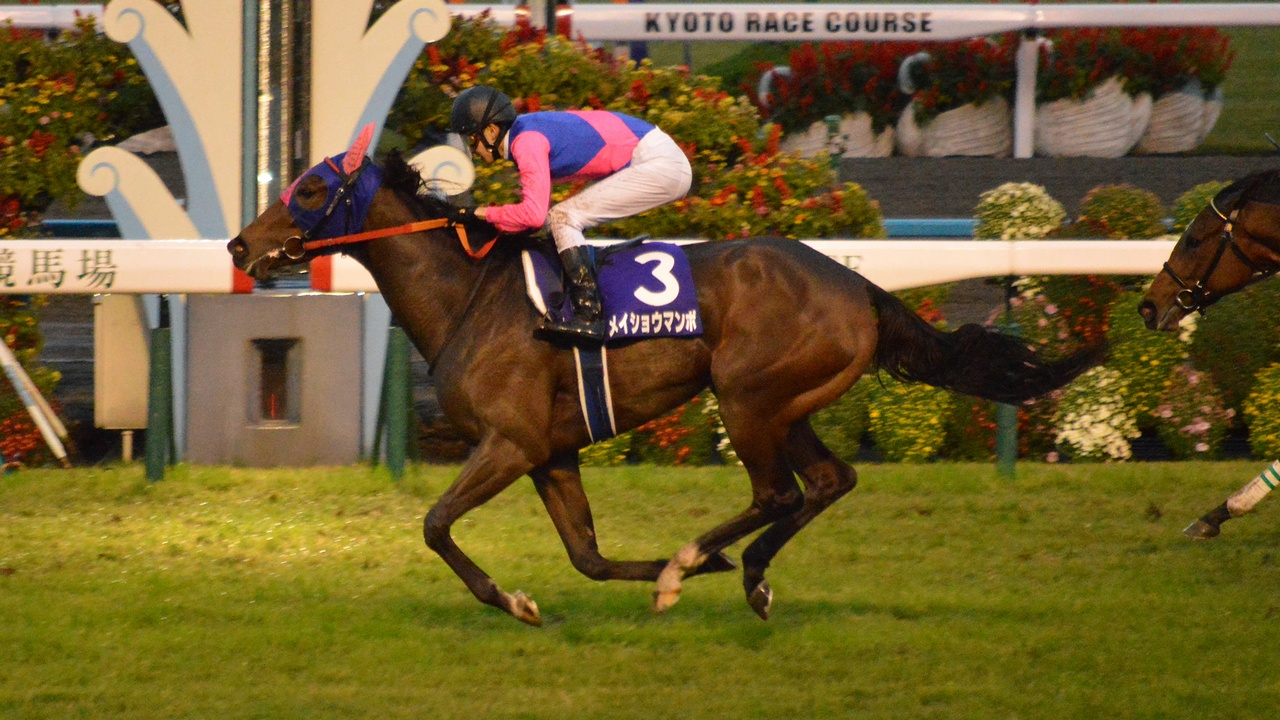
エリザベス女王杯

### 引退後
引退後は高昭牧場で繁殖牝馬として生活していた。2025年4月9日にホッコータルマエとの牡馬を出産後、出血が悪化し一時は容体が安定したものの同月24日に容体が悪化し、翌25日朝に死亡した。15歳没。

## 競走成績
| 競走日     | 競馬場 | 競走名                | 格      | 距離（馬場）  | 頭 数 | 枠 番 | 馬 番 | オッズ （人気） | 着順 | タイム （上り3F） | 着差 | 騎手      | 斤量 [kg] | 1着馬（2着馬）       | 馬体重 [kg] |
| ---------- | ------ | --------------------- | ------- | ------------- | ----- | ----- | ----- | --------------- | ---- | ----------------- | ---- | --------- | --------- | -------------------- | ----------- |
| 2012.11.25 | 京都   | 2歳新馬               |         | 芝1400m（良） | 16    | 8     | 16    | 002.60（1人）   | 01着 | 01:23.3（35.2）   | -0.2 | 0飯田祐史 | 54        | （セーノークイン）   | 492         |
| 0000.12.09 | 阪神   | 阪神JF                | GI      | 芝1600m（良） | 18    | 2     | 4     | 078.6（14人）   | 10着 | 01:35.0（36.4）   | -0.8 | 0飯田祐史 | 54        | ローブティサージュ   | 490         |
| 2013.01.14 | 京都   | 紅梅S                 | OP      | 芝1400m（重） | 16    | 8     | 15    | 024.00（7人）   | 02着 | R1:24.0（36.5）   | -0.5 | 0武幸四郎 | 54        | レッドオーヴァル     | 478         |
| 0000.02.16 | 京都   | こぶし賞              | 500万下 | 芝1600m（稍） | 9     | 2     | 2     | 003.30（2人）   | 01着 | R1:37.2（34.3）   | -0.2 | 0武幸四郎 | 54        | （ダイナミックガイ） | 476         |
| 0000.03.10 | 阪神   | フィリーズレビュー    | GII     | 芝1400m（良） | 16    | 2     | 4     | 004.40（3人）   | 01着 | 01:22.1（34.8）   | -0.2 | 0川田将雅 | 54        | （ナンシーシャイン） | 470         |
| 0000.04.07 | 阪神   | 桜花賞                | GI      | 芝1600m（良） | 18    | 8     | 18    | 008.70（4人）   | 10着 | 01:35.9（36.5）   | -0.9 | 0武幸四郎 | 55        | アユサン             | 468         |
| 0000.05.19 | 東京   | 優駿牝馬              | GI      | 芝2400m（良） | 18    | 2     | 3     | 028.50（9人）   | 01着 | R2:25.2（34.6）   | -0.2 | 0武幸四郎 | 55        | （エバーブロッサム） | 478         |
| 0000.09.15 | 阪神   | ローズS               | GII     | 芝1800m（重） | 18    | 8     | 18    | 005.40（4人）   | 04着 | R1:47.8（36.3）   | -0.1 | 0武幸四郎 | 54        | デニムアンドルビー   | 486         |
| 0000.10.13 | 京都   | 秋華賞                | GI      | 芝2000m（良） | 18    | 8     | 16    | 005.20（3人）   | 01着 | R1:58.6（34.2）   | -0.2 | 0武幸四郎 | 55        | （スマートレイアー） | 488         |
| 0000.11.10 | 京都   | エリザベス女王杯      | GI      | 芝2200m（重） | 18    | 2     | 3     | 003.90（2人）   | 01着 | R2:16.6（34.1）   | -0.2 | 0武幸四郎 | 54        | （ラキシス）         | 488         |
| 2014.04.06 | 阪神   | 産経大阪杯            | GII     | 芝2000m（良） | 8     | 5     | 5     | 006.40（3人）   | 07着 | R2:02.5（36.4）   | -2.2 | 0武幸四郎 | 55        | キズナ               | 480         |
| 0000.05.18 | 東京   | ヴィクトリアマイル    | GI      | 芝1600m（良） | 18    | 2     | 4     | 005.50（3人）   | 02着 | R1:32.4（33.5）   | -0.1 | 0武幸四郎 | 55        | ヴィルシーナ         | 486         |
| 0000.06.29 | 阪神   | 宝塚記念              | GI      | 芝2200m（良） | 12    | 7     | 10    | 010.40（4人）   | 11着 | R2:15.4（36.4）   | -1.5 | 0武幸四郎 | 56        | ゴールドシップ       | 488         |
| 0000.10.14 | 京都   | 京都大賞典            | GII     | 芝2400m（良） | 12    | 7     | 9     | 004.70（2人）   | 10着 | R2:25.4（34.6）   | -1.2 | 0武幸四郎 | 55        | ラストインパクト     | 504         |
| 0000.11.16 | 京都   | エリザベス女王杯      | GI      | 芝2200m（良） | 18    | 3     | 6     | 005.60（2人）   | 12着 | R2:13.3（34.8）   | -1.0 | 0武幸四郎 | 56        | ラキシス             | 490         |
| 0000.12.28 | 中山   | 有馬記念              | GI      | 芝2500m（良） | 16    | 4     | 8     | 086.3（14人）   | 15着 | R2:36.4（33.9）   | -1.1 | 0武幸四郎 | 55        | ジェンティルドンナ   | 486         |
| 2015.04.11 | 阪神   | 阪神牝馬S             | GII     | 芝1400m（稍） | 17    | 8     | 15    | 010.80（6人）   | 13着 | R1:22.1（35.3）   | -1.0 | 0武幸四郎 | 55        | カフェブリリアント   | 506         |
| 0000.05.17 | 東京   | ヴィクトリアマイル    | GI      | 芝1600m（良） | 18    | 7     | 13    | 024.50（8人）   | 17着 | R1:33.7（33.9）   | -1.8 | 0武幸四郎 | 55        | ストレイトガール     | 500         |
| 0000.06.07 | 東京   | 安田記念              | GI      | 芝1600m（良） | 17    | 2     | 4     | 059.9（15人）   | 14着 | R1:33.0（35.0）   | -1.0 | 0武幸四郎 | 56        | モーリス             | 500         |
| 0000.07.01 | 川崎   | スパーキングレディーC | JpnIII  | ダ1600m（重） | 12    | 5     | 6     | 007.10（4人）   | 06着 | R1:43.2（40.8）   | -2.4 | 0武幸四郎 | 58        | トロワボヌール       | 489         |
| 0000.10.17 | 東京   | 府中牝馬S             | GII     | 芝1800m（稍） | 17    | 4     | 7     | 022.40（8人）   | 14着 | R1:47.4（35.7）   | -1.1 | 0武幸四郎 | 55        | ノボリディアーナ     | 488         |
| 0000.11.15 | 京都   | エリザベス女王杯      | GI      | 芝2200m（稍） | 18    | 7     | 13    | 055.2（12人）   | 17着 | R2:15.9（35.0）   | -1.0 | 0武幸四郎 | 56        | マリアライト         | 492         |
| 0000.12.05 | 中京   | 金鯱賞                | GII     | 芝2000m（良） | 12    | 3     | 3     | 041.7（10人）   | 12着 | R2:02.1（38.2）   | -3.3 | 0武幸四郎 | 54        | ミトラ               | 492         |
| 2016.01.05 | 京都   | 京都金杯              | GIII    | 芝1600m（良） | 17    | 3     | 5     | 031.3（10人）   | 14着 | R1:33.9（34.1）   | -0.9 | 0武幸四郎 | 55        | ウインプリメーラ     | 496         |
| 0000.04.09 | 阪神   | 阪神牝馬S             | GII     | 芝1600m（良） | 13    | 7     | 11    | 072.70（9人）   | 13着 | R1:34.3（34.5）   | -1.2 | 0武幸四郎 | 55        | スマートレイアー     | 498         |
| 0000.05.15 | 東京   | ヴィクトリアマイル    | GI      | 芝1600m（良） | 18    | 4     | 8     | 117.8（17人）   | 12着 | R1:33.2（34.6）   | -1.7 | 0武幸四郎 | 55        | ストレイトガール     | 494         |
| 0000.06.12 | 阪神   | マーメイドS           | GIII    | 芝2000m（良） | 14    | 6     | 9     | 023.9（12人）   | 11着 | 02:00.5（36.3）   | -1.2 | 0武幸四郎 | 56        | リラヴァティ         | 496         |
| 0000.10.15 | 東京   | 府中牝馬S             | GII     | 芝1800m（良） | 13    | 4     | 4     | 048.6（10人）   | 13着 | R1:48.1（34.8）   | -1.5 | 0武幸四郎 | 55        | クイーンズリング     | 484         |
| 0000.11.13 | 京都   | エリザベス女王杯      | GI      | 芝2200m（良） | 15    | 3     | 5     | 074.6（13人）   | 12着 | R2:14.0（35.0）   | -1.1 | 0池添謙一 | 56        | クイーンズリング     | 488         |
| 2017.03.12 | 中山   | 中山牝馬S             | GIII    | 芝1800m（良） | 16    | 4     | 8     | 082.9（13人）   | 14着 | R1:50.4（35.0）   | -1.0 | 0柴田善臣 | 54        | トーセンビクトリー   | 496         |
| 0000.04.08 | 阪神   | 阪神牝馬S             | GII     | 芝1600m（良） | 16    | 4     | 7     | 072.4（11人）   | 14着 | R1:36.1（35.4）   | -1.8 | 0小牧太   | 55        | ミッキークイーン     | 498         |

## 繁殖成績
|       | 生年   | 馬名                   | 性 | 毛色   | 父                 | 厩舎                                             | 馬主     | 戦績                 | 出典   |
| ----- | ------ | ---------------------- | -- | ------ | ------------------ | ------------------------------------------------ | -------- | -------------------- | ------ |
| 初仔  | 2018年 | メイショウイチヒメ     | 牝 | 青鹿毛 | メイショウボーラー | 栗東・飯田祐史                                   | 松本好雄 | 8戦1勝（引退・繁殖） | [ 11 ] |
| 2番仔 | 2019年 | メイショウヒメサマ     | 牝 | 鹿毛   | メイショウサムソン | 栗東・武幸四郎                                   | 松本好雄 | 5戦0勝（引退・繁殖） | [ 12 ] |
| 3番仔 | 2020年 | メイショウカミノコ     | 牝 | 黒鹿毛 | ロードカナロア     | 栗東・飯田祐史                                   | 松本好雄 | 3戦0勝（引退・繁殖） | [ 13 ] |
| 4番仔 | 2021年 | メイショウマゴイチ     | 牡 | 栗毛   | エピファネイア     | 栗東・武幸四郎 →北海道・田中淳司 →園田・森澤友貴 | 松本好雄 | 13戦1勝（現役）      | [ 14 ] |
| 5番仔 | 2022年 | メイショウイチモン     | 牡 | 栗毛   | エピファネイア     | 栗東・飯田祐史                                   | 松本好雄 | 3戦0勝（現役）       | [ 15 ] |
| 6番仔 | 2023年 | メイショウマンボの2023 | 牡 | 鹿毛   | レイデオロ         |                                                  |          | デビュー前           | [ 16 ] |
| 7番仔 | 2025年 | メイショウマンボの2025 | 牡 |        | ホッコータルマエ   |                                                  |          | デビュー前           | [ 10 ] |

- 2025年5月1日現在

## 血統表
| メイショウマンボの血統        | メイショウマンボの血統                                                                                | メイショウマンボの血統                                                                                | （血統表の出典）                                                                                      | （血統表の出典） |
| 父系                          | サンデーサイレンス系（ヘイロー系）                                                                    | サンデーサイレンス系（ヘイロー系）                                                                    | サンデーサイレンス系（ヘイロー系）                                                                    | [ § 2 ]          |
| 父 スズカマンボ 2001 鹿毛     | 父の父*サンデーサイレンス Sunday Silence 1986 青鹿毛                                                  | Halo                                                                                                  | Hail to Reason                                                                                        | Hail to Reason   |
| 父 スズカマンボ 2001 鹿毛     | 父の父*サンデーサイレンス Sunday Silence 1986 青鹿毛                                                  | Halo                                                                                                  | Cosmah                                                                                                |                  |
| 父 スズカマンボ 2001 鹿毛     | 父の父*サンデーサイレンス Sunday Silence 1986 青鹿毛                                                  | Wishing Well                                                                                          | Understanding                                                                                         | Understanding    |
| 父 スズカマンボ 2001 鹿毛     | 父の父*サンデーサイレンス Sunday Silence 1986 青鹿毛                                                  | Wishing Well                                                                                          | Mountain Flower                                                                                       |                  |
| 父 スズカマンボ 2001 鹿毛     | 父の母スプリングマンボ 1995 鹿毛                                                                      | Kingmambo                                                                                             | Mr. Prospector                                                                                        | Mr. Prospector   |
| 父 スズカマンボ 2001 鹿毛     | 父の母スプリングマンボ 1995 鹿毛                                                                      | Kingmambo                                                                                             | Miesque                                                                                               |                  |
| 父 スズカマンボ 2001 鹿毛     | 父の母スプリングマンボ 1995 鹿毛                                                                      | *キーフライヤー                                                                                       | Nijinsky II                                                                                           | Nijinsky II      |
| 父 スズカマンボ 2001 鹿毛     | 父の母スプリングマンボ 1995 鹿毛                                                                      | *キーフライヤー                                                                                       | Key Partner                                                                                           |                  |
| 母 メイショウモモカ 2002 栗毛 | 母の父*グラスワンダー 1995 栗毛                                                                       | Silver Hawk                                                                                           | Roberto                                                                                               | Roberto          |
| 母 メイショウモモカ 2002 栗毛 | 母の父*グラスワンダー 1995 栗毛                                                                       | Silver Hawk                                                                                           | Gris Vitesse                                                                                          |                  |
| 母 メイショウモモカ 2002 栗毛 | 母の父*グラスワンダー 1995 栗毛                                                                       | Ameriflora                                                                                            | Danzig                                                                                                | Danzig           |
| 母 メイショウモモカ 2002 栗毛 | 母の父*グラスワンダー 1995 栗毛                                                                       | Ameriflora                                                                                            | Graceful Touch                                                                                        |                  |
| 母 メイショウモモカ 2002 栗毛 | 母の母メイショウアヤメ 1995 鹿毛                                                                      | *ジェイドロバリー                                                                                     | Mr. Prospector                                                                                        | Mr. Prospector   |
| 母 メイショウモモカ 2002 栗毛 | 母の母メイショウアヤメ 1995 鹿毛                                                                      | *ジェイドロバリー                                                                                     | Number                                                                                                |                  |
| 母 メイショウモモカ 2002 栗毛 | 母の母メイショウアヤメ 1995 鹿毛                                                                      | ウイルムーン                                                                                          | *ミルジョージ                                                                                         | *ミルジョージ    |
| 母 メイショウモモカ 2002 栗毛 | 母の母メイショウアヤメ 1995 鹿毛                                                                      | ウイルムーン                                                                                          | ダイアンベンチヤ                                                                                      |                  |
| 母系(F-No.)                   | ダイアンケー系(FN:9-c)                                                                                | ダイアンケー系(FN:9-c)                                                                                | ダイアンケー系(FN:9-c)                                                                                | [ § 3 ]          |
| 5代内の近親交配               | Mr. Prospector 4×4=12.50%、Hail to Reason 4×5=9.38%、Nijinsky II 4×5=9.38%、Northern Dancer 5×5=6.25% | Mr. Prospector 4×4=12.50%、Hail to Reason 4×5=9.38%、Nijinsky II 4×5=9.38%、Northern Dancer 5×5=6.25% | Mr. Prospector 4×4=12.50%、Hail to Reason 4×5=9.38%、Nijinsky II 4×5=9.38%、Northern Dancer 5×5=6.25% | [ § 4 ]          |
| 出典                          | 1. 2. 3. 4.                                                                                           | 1. 2. 3. 4.                                                                                           | 1. 2. 3. 4.                                                                                           | 1. 2. 3. 4.      |

- 祖母のメイショウアヤメは現役時代に本馬と同じ飯田明弘厩舎に所属し、報知杯4歳牝馬特別（現・フィリーズレビュー）2着のほか、オープン特別を2勝している。
- 牝系を辿っていくと、7代前に菊花賞優勝馬ダイコーターの母であるダイアンケーがいる。